# Mixophyes balbus
Mixophyes balbus és una espècie de granota que viu a Austràlia.